# FK Ağsu
Ağsu Futbol Klubu is een Azerbeidzjaanse voetbalclub uit Ağsu. De club werd in 2012 opgericht en speelt in de Azərbaycan Birinci Divizionu welke het direct won. Vanwege licentieproblemen promoveerde de club echter niet. Ook na de tweede plaats in 2015 kreeg de club geen licentie voor het hoogste niveau.

## Erelijst
- Azərbaycan Birinci Divizionu: 2013

## Trainers
- 2012-heden: Rufat Guliyev

Bakoe Sportinq ·
Cəbrayıl ·
Difai Ağsu ·
İmişli ·
Karvan Yevlax ·
Mingəçevir ·
MOIK ·
Qäbälä ·
Qaradağ ·
Zaqatala